# 娛美德
娱美德娱乐有限公司（Wemade Entertainment Co., Ltd）是一家网络游戏开发和服务提供商，公司总部位于韩国首尔，成立于2000年2月10日。娱美德开发了数款网络游戏，其中最成功的两个当属《传奇2》，和它的续集《传奇3》。2001年3月，盛大和意大利Digital Bros公司签定在欧洲发行传奇2的合约，在此之前传奇还未走出国门。6月，又和中国盛大公司签定合约，盛大通过对娱美德40%持股的韩国公司Actoz的运营（后来被盛大并购），最终获得在中国大陆地区的代理权。最后一个合约於2002年8月與台湾智冠科技签定，这意味着传奇在世界上4个地方正式运营了。
娱美德和盛大公司在《传奇世界》（由盛大公司开发）是否合法的问题上争论了很久。娱美德认为盛大公司侵犯了娱美德的知识产权。2007年2月4日，双方终于达成和解。